# El monje blanco
El monje blanco és una pel·lícula mexicana de drama romàntic estrenada en 1945, dirigida per Julio Bracho i protagonitzada per María Félix, Tomás Perrín i Julio Villarreal. La pel·lícula està basada en una novel·la escrita per Eduard Marquina i Angulo, amb diàlegs de Xavier Villaurrutia.

## Sinopsi
En un monestir italià, durant el segle xiii, una imatge blanca esculpida per Fra Paracleto apareix místicament i cus les seves humils robes. A més apareix una misteriosa dona Gàlata Orsina. Ella conta la seva història al Pare Provincial i així es remunta al seu passat.

## Repartiment
- María Félix com Galata Orsina.
- Tomás Perrín com Conde Hugo del Saso / Fra Paracleto.
- Julio Villarreal com a Pare provincial.
- Paco Fuentes com Capolupo.
- Consuelo Guerrero de Luna com a Comtessa Pròspera Huberta
- María Douglas com a Mina Amanda
- José Pidal com a Fra Matías.
- Manolo Noriega
- Fanny Schiller
- Felipe Montoya com Marco Leone.
- Ángel T. Sala com Montero.
- José Elías Moreno
- Ernesto Alonso com a Fra Ca.
- Marta Elba com Anabella.
- Alejandro Cobo com Bertone (no acreditat).
- Manolo Fábregas com Piero, nuvi d'Anabella (no acreditat).
- María Gentil Arcs com a Pelegrina (no acreditada).
- Paco Martínez com a Pelegrí (no acreditat).